# 血清病
血清病（けっせいびょう）は、ヒト以外のタンパク質に対するアレルギー反応の一種である。一般的な症状には、発熱、発疹、関節痛などがあげられる。通常、曝露後7〜14日で発生し、症状は数週間続く。合併症はまれであるが、血清病の発症が繰り返されると腎不全を引き起こす可能性がある。
最も一般的な原因は、特定のワクチン（狂犬病など）、抗毒素、免疫調節剤（リツキシマブやチモグロブリンなど）の摂取である。根本的なメカニズムには、過敏症、特に免疫複合体過敏症（タイプIII ）が関与している。診断は尿検査、血液検査、皮膚生検によって確認される場合がある。
治療は、多くの場合、状態の原因となっている薬剤の投与を停止する簡単な治療である。症状を改善するために抗ヒスタミン薬とNSAIDが使用される場合がある。より重度の症状にはステロイドが使用される。これらが効果的でない場合には、血漿交換が選択肢にあげられる。一般的に治療による効果は良好である。
血清病はまれな疾患である。ただし、腎移植後にチモグロブリンで治療された人の最大27％に発生する可能性がある。血清病は1905年にクレメンス・フォン・ピルケとベーラ・シックによって最初に詳細に説明された。